# Vincenzo Brunacci
Vincenzo Brunacci, né le 3 mars 1768 à Florence et mort le 16 juin 1818 à Pavie, est un mathématicien, physicien et ingénieur italien.

## Biographie
Vincenzo Brunacci naît le 3 mars 1768 à Florence. Ses parents, qui d’abord le destinent à devenir avocat, lui font faire ses premières études aux écoles pies de sa ville natale ; mais il est passionné par les sciences exactes, et abandonne le droit pour étudier les mathématiques, où il a pour enseignants les mathématiciens Stanislao Canovai et Gaetano Del Ricco. Vers la fin de 1784, son père l’oblige à suivre les cours de médecine à l’université de Pise, sans qu'il en ait réellement envie et, en 1780, il se livre à l’analyse transcendante et à l’astronomie, sous l'autorité des professeurs Pietro Paoli et Giuseppe Antonio Slop, s’occupant en même temps des mathématiques appliquées. Il donne des cours particuliers aux élèves de l’université, ce qui lui apporte un complément de revenus. En 1788, il est nommé à la chaire de professeur surnuméraire de physique à l’université de Pise. Le grand-duc de Toscane, Léopold, lui accorde une pension qui lui fournit des moyens d’étudier l’hydraulique appliquée, et en général la science de l’ingénieur, sous la direction de Pio Fantoni et de Giuseppe Salvetti. Tout en se livrant à ces études spéciales, il continue celle des mathématiques transcendantes. En 1790, à vingt-deux ans, il est nommé, par le grand-duc Léopold, professeur de mathématiques et de science nautique à l’institut de marine de Livourne ; et le grand-duc Ferdinand, successeur de Léopold, réunit à cette place celle de professeur d’artillerie et de mathématiques des canonniers et des cadets. En 1791, il navigue sur la Méditerranée pour y former les gardes royaux de la marine à la pratique de l’astronomie nautique. Les événements politiques et militaires qui troublent l’Italie à la fin du XVIIIe siècle dérangent aussi beaucoup Brunacci dans ses occupations et il se rend en 1799, à Paris, où il se lie avec les principaux scientifiques français, parmi lesquels Lagrange, Laplace et Legendre. L’Italie étant devenue plus tranquille à la fin de 1800, Brunacci y retourne et est nommé professeur de mathématiques à l’université de Pise, en remplacement de Paoli, qui prend sa retraite. Bientôt après, en 1801, il obtient une chaire plus importante, celle de professeur de mathématiques transcendantes à l’université de Pavie, dont il est ensuite trois fois le recteur. Là il ne se limite pas à exercer les fonctions d’enseignement qui lui sont confiées mais introduit également dans le système général des études des améliorations dont une des principales est de prendre pour base de l’exposition de l’analyse transcendante la Théorie des fonctions analytiques de Lagrange. Il est l'un des fondateurs du cabinet d’hydrométrie et de géodésie de l’université de Pavie. Il est, en 1803, inclut dans les trente premiers membres de l’Institut national italien des sciences, lettres et arts ; il reçoit, l’année suivante, la Légion d’honneur, et, en 1806 est décoré de l'ordre de la Couronne de fer. L’académie de Berlin, en 1811, et celle de Munich, en 1812, le classent parmi leurs correspondants, et il devient membre des principales sociétés savantes d’Italie. Il est aussi employé, en 1806, à la conception du projet de canal navigable de Milan à Pavie. En 1807, Brunacci est nommé Inspecteur général des eaux et chemins, et chargé de la direction des travaux du canal navigable de Pavie ; mais il ne vit pas assez longtemps pour le voir achevé. Il continue à s’occuper, de 1807 jusqu’en 1814, des travaux cumulés de rédaction d’ouvrages destinés à l’impression, d’enseignement de physique et d’hydraulique expérimentales, de rapports, d’opérations sur le terrain. En 1811, Brunacci est nommé Inspecteur général de l’instruction publique. En 1814, la Lombardie passe sous autorité autrichienne, et Brunacci est maintenu dans les fonctions qu’il exerce à l’université de Pavie. Il meurt à Pavie le 16 juin 1818, âgé de 50 ans et 5 mois.

## Œuvres
- Opuscolo analitico sopra l’integrazione delle equazioni a differenze finite, Livourne, 1792.
- Trattato di nautica, trois éditions ; la dernière, posthume, de 1819.
- Calcolo delle equazioni lineari, Florence, 1798.
- Analisi derivata, Pavie, 1802.
- Memoria sopra i principj del calcolo differenziale e integrale, dans le recueil de l’institut de Bologne, 1806.
- Memoria sul galleggiante composto, ibid.
- Memoria su i criteri per distinguere i massimi dai minimi nell’ordinario calcolo dette variazioni, idem.
- Corso di matematica sublime, 4 vol., Florence, 1804-1810. Le même, abrégé, 2 vol., Milan.
- Varie memorie di meccanica animale, dans le Journal de Physique et de Chimie, Pavie.
- Esperienze idrauliche, ibid.
- Tentativo per aumentare la portata de’ mortai di bomba, ibid.
- Discorso sugli effetti delle ali nelle frecce, ibid.
- Discorso sul retrocedimento che lo scappare de’ fluidi produce ne’ vasi che li contengono, ibid.
- Memorie sulla dottrina dell’attrazione capillare, ibid.
- Sull'urto de’ fluidi, ibid.
- Sulla misura della percossa dell’acqua sull’acqua, ibid.
- Nota sopra gli equilibrj, ibid.
- Memoria sopra le soluzioni particolari delle equazioni alle differenze finite, Vérone, 1808.
- Memoria sopra le pratiche usate in Italia per la distribuzione delle acque correnti, Vérone, 1814 ; ouvrage couronné par la société italienne des sciences.
- Memoria sopra i principj del calcolo differenziale, ouvrage couronné par l’académie de Padoue.
- Trattato dell’ariete idraulico, deux éditions 1810-1815.

On trouve de plus grands détails sur Brunacci dans le 208e volume du recueil ayant pour titre : Biblioteca scelta di opere italiane antiche e moderne, Milan, 1827.